# Kerk in Mullhyttan
De kerk in Mullhyttan in de Zweedse gemeente Lekeberg is gebouwd in tijdens de tweede helft van de jaren '20 van de 20ste eeuw. In 1914 kreeg de kerkgemeenschap Kvistbro een hulpparochie. De gemeenschap was gegroeid en het was vanzelfsprekend dat de hulppredikant gevestigd werd in de grootste plaats binnen de kerkgemeenschap, Mullhyttan. In 1925 werd de pastorie in Mullhyttan gebouwd. De kerk liet echter nog drie jaar op zich wachten. Vanaf 1914 tot 1927 vonden de diensten en andere bijeenkomsten plaats in de school. Rond 1924 begon men geld in te zamelen voor de bouw van een kerk. Op 10 januari 1926 werd Mullhyttans kapellförening opgericht. In november datzelfde jaar kocht men een perceel dat centraal gelegen en ongeveer 5000 m² groot was.

## De bouw
Architect K.M. Westerberg maakte de tekeningen waarop de bouw van de 12 meter lange en 22 meter brede kerk is gebaseerd. Vanaf 1924 tot en met 1928 werden er 8000 Zweedse kronen ingezameld door de bevolking. De gemeente droeg 4000 Zweedse kronen bij en de kerkgemeente nog eens 5000 Zweedse kronen.
De lokale bevolking heeft veel vrijwilligerswerk op zich genomen. De drijvende kracht achter het geheel was hulppredikant John Grafström. Zijn vader schonk het mooie koorraam, gemaakt door Neuman & Vogel uit Stockholm. Bijna de hele inventaris in de kerk in geschonken, waarvan een antependium gemaakt door een inwoner van Mullhyttan noemenswaardig is.
De klokkenstoel is tot stand gekomen met financiële middelen afkomstig van een andere inzameling. De opening van de kerk vond plaats op 18 december 1927. Bisschop Sam Stadener voltrok de opening. Toen de kapellförening in 1934 schuldenvrij was, werd de kerk overgedragen aan de kerkgemeenschap Kvistbro.

## Kerkgemeenschap Knista
Vanaf 1 januari 2006 zijn de kerkgemeenschappen Knista, Hidinge en Kvistbro samengevoegd tot de kerkgemeenschap Knista. In deze nieuwe kerkgemeenschap zijn twee predikanten werkzaam, namelijk in Knista en Kvistbro. In Mullhyttan is tegenwoordig dus geen predikant meer aanwezig.

## Renovatie
In mei 2008 is begonnen met het vervangen van de gehele dakbedekking van de kerk. Deze renovatie was een maand later voltooid. De kosten bedroegen bijna 1 miljoen Zweedse kronen.
Edsberg · Hackvad · Hidinge, nieuwe kerk · Hidinge, oude kerk · Knista · Kräcklinge · Kvistbro · Mullhyttan · Tångeråsa
Zweden · Örebro län · Närke · Lekeberg